# Send It On
«Send It On» es una canción del género pop interpretada por los artistas estadounidenses Miley Cyrus, Jonas Brothers, Demi Lovato y Selena Gomez. El grupo, considerado como Disney's Friends For Change, se deriva de la iniciativa ecológica de Disney del mismo nombre. «Send It On» fue escrita por Adam Anders, Nikki Hassman, y Peer Åström y fue producida por Anders y Åström. La canción fue lanzada el 11 de agosto de 2009 por Walt Disney y Hollywood Records como un sencillo promocional benéfico de las asociaciones internacionales de medio ambiente. En lo que respecta a la canción y la campaña, los seis cantantes señalan que es una «buena causa y que es muy querida por ellos». Predomina la balada pop y líricamente habla sobre la transmisión de un mensaje ecologista.

## Antecedentes
Inicialmente era conocida como «Pass It On», la canción fue escrita por Adam Anders y Nikki Hassman en colaboración con Peer Åström. Los cuatro artistas tuvieron varias sesiones de grabación a principios de abril de 2009. En una entrevista con Access Hollywood, cada artista compartió su opinión en lo que respecta a la canción y a Disney's Friends For Change. Joe Jonas dijo que la canción tiene un «gran mensaje». Agregó también que «trata de ayudar a la Tierra en cualquier forma posible y que se trata principalmente de dejar que todo el mundo lo sepa y enseñar a sí mismo a ser más respetuosos con el medio ambiente». Gomez indicó:

«Si pudiera describir la sensación de llevar a cabo "Send It On", tendría que ser muy extensa. Se trata más de un poder que no se puede controlar. Es muy dulce y tiene un mensaje detrás de ella. Y creo que eso es lo que hace que sea muy bonita, porque no se trata sólo de nosotros con ropa linda y actuando sobre el escenario, se trata de que nos deja este mensaje».
Selena Gomez

Cyrus dijo que su parte favorita de grabar fue la línea de Una chispa enciende el fuego, aunque no entendí su significado, y que los niños menos lo harán , ya que era «cierto para ella y que si los niños envián el mensaje, todo el mundo lo sabrá».  en lo que encontró inspiración, Lovato comentó que «es muy importante que seamos buenos para el medio ambiente» y que la canción es una parte de un movimiento «grande que están tratando de lograr». Kevin Jonas dijo que era un «gran honor» y que «la vibra [...] es genial, porque todos nos conocemos desde hace años». Nick Jonas dijo que la canción se trata solo de «tomar los pequeños pasos que podría hacer la mejor a la Tierra».

## Video musical
El vídeo comienza con Miley Cyrus y Nick Jonas sentados en el borde de un escenario a oscuras, donde Nick, también toca la guitarra acústica, y Miley canta la primera estrofa. Luego, el vídeo cambia cuando ambos andan hacia el lugar iluminado del escenario y cantan el estribillo. Después comienzan a cantar Demi Lovato y Joe Jonas cantando la segunda estrofa. Después, todo el grupo comienza a cantar el estribillo en medio del escenario. Tras esto, Kevin y Joe Jonas quitan una gran cortina, donde se muestra el fondo del escenario en el que se mostraba el cielo. Después, Selena Gomez y Kevin Jonas cantan la tercera estrofa. El final del vídeo muestra a todo el grupo corriendo hacia un campo que está detrás del escenario, en donde se disponen a finalizar la canción. Un grupo de niños también empiezan a correr detrás del grupo. El video termina con el grupo saltando hacia el sofá en medio del parque con la gente parada en el fondo.

## Listas
| País           | Lista             | Mejor posición |      |
| 2010           | 2010              | 2010           | 2010 |
| -------------- | ----------------- | -------------- | ---- |
| Estados Unidos | Billboard Hot 100 | 20             |      |